# Capella de Santo António
|  | Per a altres significats, vegeu « Capella de Santo António (Budens)». |

La Capella de Santo António es troba a Proença-a-Velha, al municipi d'Idanha-a-Nova, districte de Castelo Branco i pertany a la parròquia de Proença-a-Vella, de la diòcesi de Portalegre i Castelo Branco. Queda situada a la rodalia de la freguesia, al límit occidental, en una cruïlla de camins, un dels quals duu a la Capella del Senhor do Calvário. Camí romà, que prové d'Alcãntara i Idanha-a-Vella (Egitãnea), i continua cap a Alpedrinha i Fundão.

## Dates de construcció i identificació de la capella

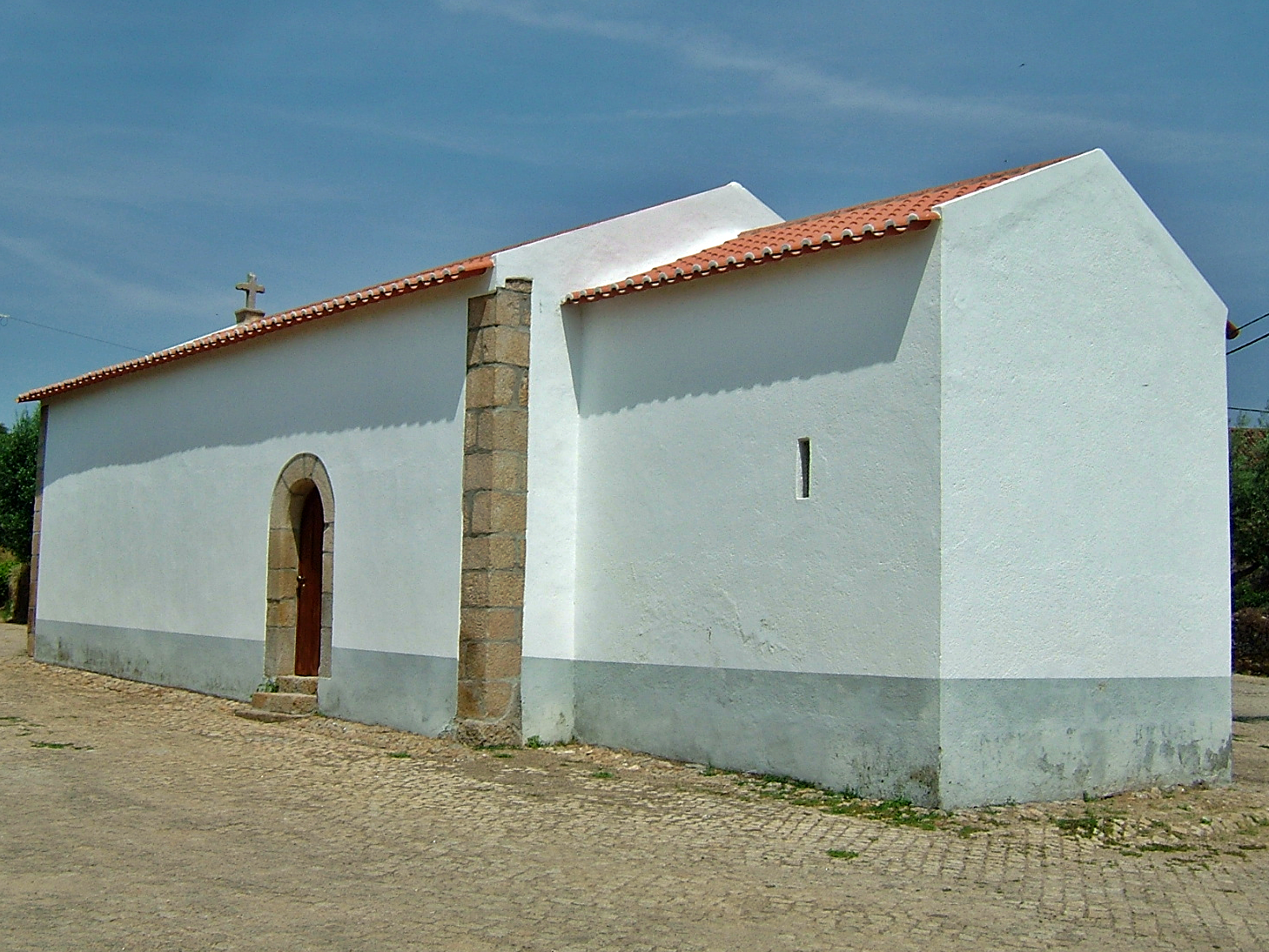
Capella de Santo António, façanes sud i est

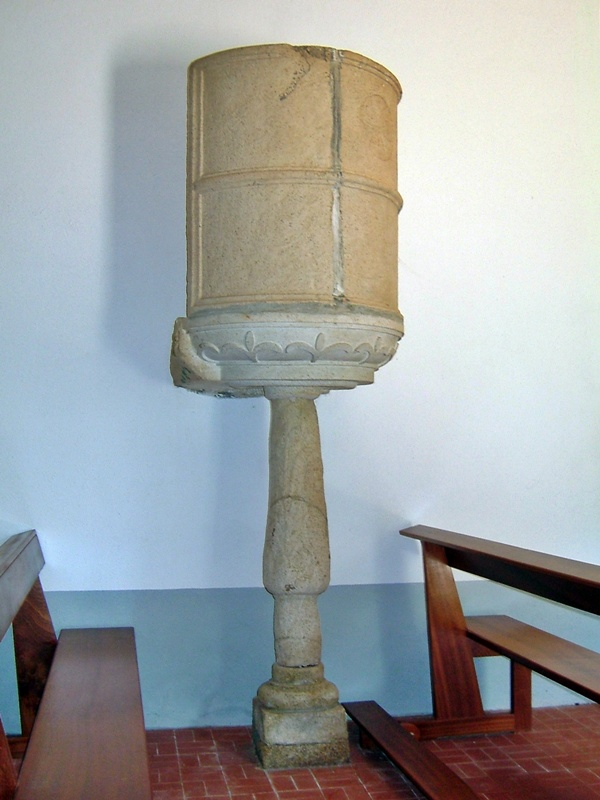
Púlpit de la Capella de Santo António

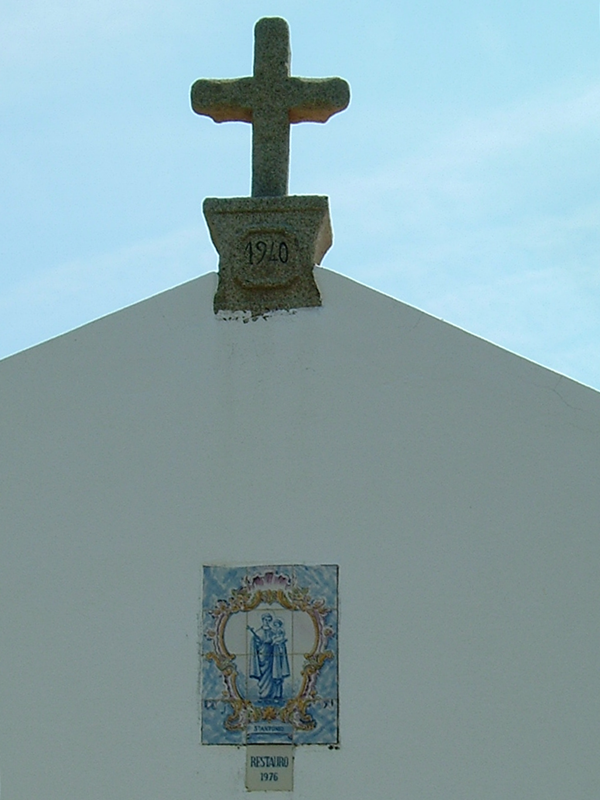
Detall de la façana principal

En la fitxa de l'IHRU, Institut d'Habitatge i de Rehabilitació Urbana s'indica que ha estat construïda en el segle XVI o XVII, però la primera referència escrita que se'n coneix és en <i>Memòries parroquials de 1758</i>, en què es diu:
“Té aquesta terra (Proença-a-Vella) nou ermites, una amb el nom de Nossa Senhora da Granja, en distància de mitja llegua, Sâo Domingos, Santa Ana, Santo António, Sâo Sebastião, Santo André, O Divino Espírito Santo, totes aquestes són fora vila, unes més a prop i altres més distants; Sâo Pedro n'està dintre, i Santa Cruz, i totes són del poble tret de Santa Cruz, que és particular, però totes subjectes a la freguesia".
El 1940 s'hi feren obres de remodelació, de què és prova la data incisa a la creu de granit de la façana principal.
Se'n tornà a restaurar al 1976, data en què s'hi col·locà, sota la creu abans esmentada, un panell de taulells de santo António amb el Nen Jesús al braç.
Les darreres obres de restauració se'n feren el 2003.
Després d'implantada la República va arribar a funcionar com a escola primària, fins a la data de la construcció d'un edifici propi (dècada 1950).
En la rodalia se situen el Pou del Prelado i el Pou del Rei.
En la fitxa de l'IHRU (núm. IPA PT020505110134) ve referit que: ” … 1712 - el pare Carvalho da Costa esmenta l'ermita.”
En realitat el pare Carvalho da Costa, respecte a la vila de Proença-a-Vella, diu: “Té … casa de Misericòrdia, & cinc ermites.” No en diu de cap; i sabem només, per indicació de les Memòries parroquials de 1758, que en aquesta data la Capella de Santo António ja existia.
Abans d'això, només l'Ermita da Senhora da Granja i Santo André apareixen referides al 1505, en el Tombo da Comenda de Proença.

## Arquitectura
La capella es compon per una nau de cos rectangular i una capella major, i té en conjunt, i a l'exterior, prop de 16,4 m de llarg i 6,6 m d'amplària. La nau té 11,9 m x 6,6 m i la capella major 4,5 m x 4,5 m.
És una capella molt simple, en l'interior de la qual destaca el púlpit, en carreus, amb columna del tipus balustre, amb elements fitomòrfics.
El púlpit s'assembla molt al de l'Església de la Misericòrdia de Proença-a-Vella i al de l'ermita de Nossa Senhora da Granja. També hi ha, en possessió d'un particular, un tercer púlpit molt semblant al de la Capella de Santo António, que es va descobrir enterrat en un pati d'un habitatge del centre del poble. Degué pertànyer a alguna de les capelles que hi havia a mitjan segle xviii, a la rodalia, i que van ser destruïdes: Sâo Pedro, Santa Cruz (Divino Padre Eterno) i Divino Espírito Santo, o, potser, pertandria a l'església parroquial, també situada a la rodalia, la qual fou remodelada i ampliada el 1764. (El púlpit de l'ermita de Nossa Senhora da Granja té inserida la data de 1670.)
Els portals de la façana principal i sud són de volta perfecta, en carreus de granit. També de granit és l'arc triomfal de volta perfecta i exempt en pilastres toscanes, d'arestes bisellades.